# Liste der Kulturdenkmale in Groß Düben
In der Liste der Kulturdenkmale in Groß Düben sind sämtliche Kulturdenkmale der sächsischen Gemeinde Groß Düben verzeichnet, die bis April 2018 vom Landesamt für Denkmalpflege Sachsen erfasst wurden (ohne archäologische Kulturdenkmale). Die Anmerkungen sind zu beachten.
Diese Liste ist eine Teilliste der Liste der Kulturdenkmale im Landkreis Görlitz.

## Groß Düben
| Bild                                    | Bezeichnung                                               | Lage                  | Datierung            | Beschreibung                                                                   | ID       |
| --------------------------------------- | --------------------------------------------------------- | --------------------- | -------------------- | ------------------------------------------------------------------------------ | -------- |
| Weitere Bilder                          | Denkmal für die Gefallenen beider Weltkriege              | Dorfstraße (Karte)    | Nach 1918; nach 1945 | Ortsgeschichtlich von Bedeutung                                                | 09276500 |
| Direkt Bild zu diesem Denkmal hochladen | Schrotholzscheune                                         | Dorfstraße 5 (Karte)  | Vor 1850             | Original erhalten, baugeschichtlich und wirtschaftsgeschichtlich von Bedeutung | 09276499 |
| Direkt Bild zu diesem Denkmal hochladen | Wohnhaus und Seitengebäude                                | Dorfstraße 15 (Karte) | 1920er Jahre         | Klinkerbauten, baugeschichtlich von Bedeutung                                  | 09276502 |
| Direkt Bild zu diesem Denkmal hochladen | Herrenhaus und Speichergebäude des ehemaligen Rittergutes | Dorfstraße 95 (Karte) | 18. Jahrhundert      | Baugeschichtlich und ortsgeschichtlich von Bedeutung                           | 09285924 |

## Halbendorf
| Bild                                    | Bezeichnung | Lage                                                | Datierung            | Beschreibung                                                                                     | ID       |
| --------------------------------------- | --- | --------------------------------------------------- | -------------------- | ------------------------------------------------------------------------------------------------ | -------- |
|                                         | Bahnhofsgebäude und Toilettenhaus | Bahnhofstraße 99 (Karte)                            | Ende 19. Jahrhundert | Bahnstrecke Weißwasser–Forst; Klinker, baugeschichtlich und eisenbahngeschichtlich von Bedeutung | 09288273 |
| Direkt Bild zu diesem Denkmal hochladen | Wohnhaus und Seitengebäude mit Tordurchfahrt eines Bauernhofs | Dorfstraße 15 (Karte)                               | Nach 1900            | Klinker, baugeschichtlich von Bedeutung                                                          | 09288266 |
| Direkt Bild zu diesem Denkmal hochladen | Wohnhaus mit Tordurchfahrt und Seitengebäude eines Bauernhofs | Dorfstraße 16 (Karte)                               | 1930er Jahre         | Klinker, baugeschichtlich von Bedeutung                                                          | 09288268 |
| Direkt Bild zu diesem Denkmal hochladen | Gasthof (ohne Tanzsaal) mit drei Seitengebäuden | Dorfstraße 17 (Karte)                               | Um 1900              | Baugeschichtlich und ortsgeschichtlich von Bedeutung                                             | 09288265 |
| Direkt Bild zu diesem Denkmal hochladen | Schrotholzhaus mit Anbau und Backhaus eines Bauernhofes | Dorfstraße 19 (Karte)                               | 19. Jahrhundert      | Baugeschichtlich und wirtschaftsgeschichtlich von Bedeutung                                      | 09285923 |
| Direkt Bild zu diesem Denkmal hochladen | Seitengebäude | Dorfstraße 26 (Karte)                               | Um 1900              | Klinker, baugeschichtlich von Bedeutung                                                          | 09288269 |
| Direkt Bild zu diesem Denkmal hochladen | Wohnhaus und drei Seitengebäude eines Vierseithofes | Dorfstraße 27 (Karte)                               | 1834                 | Baugeschichtlich und wirtschaftsgeschichtlich von Bedeutung                                      | 09288262 |
| Direkt Bild zu diesem Denkmal hochladen | Wohnhaus mit angebautem Seitengebäude, mit Tordurchfahrt | Dorfstraße 28 (Karte)                               | Um 1900              | Baugeschichtlich und wirtschaftsgeschichtlich von Bedeutung                                      | 09288270 |
| Direkt Bild zu diesem Denkmal hochladen | Wohnhaus eines Bauernhofes | Dorfstraße 34 (Karte)                               | Ende 19. Jahrhundert | Gelber Klinkerbau, baugeschichtlich von Bedeutung                                                | 09299808 |
| Direkt Bild zu diesem Denkmal hochladen | Denkmal, sogenannte Pückler-Stele, zur Erinnerung an die Feuersbrunst von 1786                                                                                              | Vor Dorfstraße 42 (Abzweig nach Groß Düben) (Karte) | 1788                 | Ortsgeschichtlich von Bedeutung                                                                  | 09299807 |
|                                         | Kriegerdenkmal für die Gefallenen des Ersten Weltkrieges und Kriegerdenkmal für die Gefallenen des Zweiten Weltkrieges sowie Platte „In Memoriam Alter Friedhof Halbendorf“ | Edelstraße (auf dem Friedhof) (Karte)               | Nach 1918            | Ortsgeschichtlich von Bedeutung                                                                  | 09300101 |
| Direkt Bild zu diesem Denkmal hochladen | Wohnhaus eines Bauernhofs | Edelstraße 84 (Karte)                               | Um 1920              | Klinker, baugeschichtlich von Bedeutung                                                          | 09288264 |
| Direkt Bild zu diesem Denkmal hochladen | Wohnhaus | Grubenhäuser 104 (Karte)                            | Nach 1900            | Baugeschichtlich und sozialgeschichtlich von Bedeutung                                           | 09288275 |

### Streichungen von der Denkmalliste (Halbendorf)
| Bild                                    | Bezeichnung                      | Lage                     | Datierung                 | Beschreibung | ID       |
| --------------------------------------- | -------------------------------- | ------------------------ | ------------------------- | --- | -------- |
| Direkt Bild zu diesem Denkmal hochladen | Forsthaus und zwei Seitengebäude | Bahnhofstraße 97 (Karte) | 2. Hälfte 19. Jahrhundert | Gelber Klinker, baugeschichtlich und ortsgeschichtlich von Bedeutung; nach 2014 von der Denkmalliste gestrichen | 09288267 |

## Tabellenlegende
- Bild: Bild des Kulturdenkmals, ggf. zusätzlich mit einem Link zu weiteren Fotos des Kulturdenkmals im Medienarchiv Wikimedia Commons. Wenn man auf das Kamerasymbol klickt, können Fotos zu Kulturdenkmalen aus dieser Liste hochgeladen werden:
- Bezeichnung: Denkmalgeschützte Objekte und ggf. Bauwerksname des Kulturdenkmals
- Lage: Straßenname und Hausnummer oder Flurstücknummer des Kulturdenkmals. Die Grundsortierung der Liste erfolgt nach dieser Adresse. Der Link (Karte) führt zu verschiedenen Kartendiensten mit der Position des Kulturdenkmals. Fehlt dieser Link, wurden die Koordinaten noch nicht eingetragen. Sind diese bekannt, können sie über ein Tool mit einer Kartenansicht einfach nachgetragen werden. In dieser Kartenansicht sind Kulturdenkmale ohne Koordinaten mit einem roten bzw. orangen Marker dargestellt und können durch Verschieben auf die richtige Position in der Karte mit Koordinaten versehen werden. Kulturdenkmale ohne Bild sind an einem blauen bzw. roten Marker erkennbar.
- Datierung: Baubeginn, Fertigstellung, Datum der Erstnennung oder grobe zeitliche Einordnung entsprechend des Eintrags in der sächsischen Denkmaldatenbank
- Beschreibung: Kurzcharakteristik des Kulturdenkmals entsprechend des Eintrags in der sächsischen Denkmaldatenbank, ggf. ergänzt durch die dort nur selten veröffentlichten Erfassungstexte oder zusätzliche Informationen
- ID: Vom Landesamt für Denkmalpflege Sachsen vergebene, das Kulturdenkmal eindeutig identifizierende Objekt-Nummer. Der Link führt zum PDF-Denkmaldokument des Landesamtes für Denkmalpflege Sachsen. Bei ehemaligen Kulturdenkmalen können die Objektnummern unbekannt sein und deshalb fehlen bzw. die Links von aus der Datenbank entfernten Objektnummern ins Leere führen. Ein ggf. vorhandenes Icon  führt zu den Angaben des Kulturdenkmals bei Wikidata.